# Rémy Heitz
Pour les articles homonymes, voir Heitz.
Rémy Heitz, né le 26 octobre 1963 à Nancy, est un magistrat français exerçant la fonction de procureur général près la Cour de cassation depuis le 1er juillet 2023.

## Biographie
Rémy Heitz rentre à l'École nationale de la magistrature comme auditeur de justice le 1er février 1988. Il entame sa carrière en qualité de substitut du procureur à Pontoise à compter du 1er février 1990. Durant ces années, il rencontre plusieurs magistrats qui allaient entourer le futur président Jacques Chirac, dont Laure de Choiseul-Praslin, l’épouse du futur ministre de la Justice du gouvernement Dominique de Villepin, Pascal Clément.
Il occupe ensuite plusieurs postes en juridiction : procureur de la République près le tribunal de grande instance de Saint-Malo entre 1999 et 2001 lorsqu’éclate l’affaire Godard, vice-procureur de la République à Paris entre 2001 et 2002. Il est ensuite nommé procureur de la République à Metz en juin 2008,, président du tribunal de grande instance de Bobigny en décembre 2010, puis premier président de la cour d'appel de Colmar en juillet 2015.
Rémy Heitz travaille dans les cabinets ministériels et l’administration du ministère de la Justice : il rejoint la direction des affaires criminelles et des grâces (DACG) en 1992, avant de devenir en 1994 chef de cabinet de Pascal Clément, alors ministre délégué aux relations avec l’Assemblée nationale. De 1995 à 1999, il revient à la DACG comme chef du bureau de l’action publique. En 2002, il intègre le cabinet du Premier ministre Jean-Pierre Raffarin en qualité de conseiller technique pour la justice avant de devenir délégué interministériel à la sécurité routière entre 2003 et 2006. Après ce poste, il revient au ministère de la Justice comme directeur de l’administration générale et de l’équipement (2006-2008). Après l’élection présidentielle de 2017, il est nommé le 9 août 2017 directeur des affaires criminelles et des grâces,.
Dans les années 1990, au sein de la mairie de Saint-Germain-en-Laye, il est adjoint à la sécurité du maire RPR Michel Péricard.
Le 8 novembre 2018, par décret du président de la République, il est nommé procureur de la République de Paris où il succède à François Molins. Sa nomination fait alors polémique, le président de la République, Emmanuel Macron, étant intervenu en sa faveur, contre les candidats retenus par la garde des Sceaux Nicole Belloubet. Des magistrats dénoncent notamment une « reprise en mains politique du ministère public ». 
À l'occasion de cette polémique concernant sa nomination comme procureur de la République de Paris, une de ses ex-collègues affirme de lui dans une brève de l’AFP, sous couvert d’anonymat, qu’il est « obéissant avec les puissants ».
Un mois après sa nomination, le procureur traite sa première affaire terroriste à l'occasion de l'attentat du marché de Noël de Strasbourg du 11 décembre 2018.
Le 4 février 2019, quelques jours après la publication par le site d'information Mediapart d'enregistrements sonores d'une conversation attribuée à Alexandre Benalla et Vincent Crase, il ouvre une enquête préliminaire des chefs d'atteinte à l'intimité de la vie privée et de détention illicite d'appareils ou de dispositifs techniques de nature à permettre la réalisation d'interceptions de télécommunications ou de conversations et diligente une perquisition des locaux de Mediapart à laquelle le site s'oppose. Cette tentative de perquisition — qui fait suite à un courrier du directeur de cabinet du Premier ministre — suscite la réprobation de la presse et de l'opposition parlementaire.
Le 12 juillet 2019, L'Obs révèle son manque d'impartialité dans l'affaire Tapie - Crédit lyonnais, où l'un des prévenus n'est autre que le père de sa belle-fille.
Le 21 juin 2020, il réagit à la mort de l'ancien ministre de la justice, Pascal Clément, dont il fut chef de cabinet en 1994, se disant « très ému » par cette disparition. Il affirme à cette occasion que l'ancien ministre « se faisait une très haute idée de la justice ». 
Le 18 février 2021, Le Point met en doute l'impartialité de Rémy Heitz dans une nouvelle affaire. Un élève de Saint-Jean de Passy accuse le directeur d'établissement, Daniel Chapellier, d'agression sexuelle ; le mis en cause nie les faits et porte plainte pour dénonciation calomnieuse. En moins de 10 jours, Daniel Chapellier est alors placé en garde à vue, déféré puis mis en examen après l'ouverture d'une information judiciaire décidée par le parquet de Paris. La rapidité avec laquelle ces événements se sont enchaînés pousse Le Point à faire le lien entre le plaignant, qui est, selon le périodique, le petit-fils d'un ancien ministre, et Rémy Heitz, qui fut un proche collaborateur de ce ministre. Afin de lever toute ambiguïté, le parquet de Paris réclame au parquet général le dépaysement de l'affaire à Lille.
Le 6 septembre 2021, il devient procureur général près la cour d’appel de Paris.

### Procureur général près la Cour de cassation
Il est nommé procureur général près la Cour de cassation par décret du président de la République en date du 1er juillet 2023. Il prétend s'inscrire dans la continuité de l'action de François Molins dans ce poste, et avoir un parquet dont la nomination des membres soit indépendante du pouvoir politique.
En novembre 2023, il requiert devant la Cour de justice de la République 1 an de prison avec sursis contre le ministre de la justice, Éric Dupond-Moretti.

## Distinctions
- Chevalier de la Légion d'honneur. Le 14 avril 2006, Rémy Heitz est nommé au grade de chevalier dans l'ordre national de la Légion d'honneur[31].

- Officier de l'ordre national du Mérite. En 2014, il est promu au grade d'officier dans l'ordre national du Mérite[32].